# Lanzenfische
Die Lanzenfische (Alepisaurus) sind eine artenarme Fischgattung aus der Ordnung der Eidechsenfischverwandten (Aulopiformes).

## Merkmale
Lanzenfische werden bis 2,10 Meter lang. Ihr Körper ist seitlich leicht abgeflacht, schlank und langgestreckt. Der Kopf ist klein, die seitlich sitzenden Augen sind rund und mittelgroß. Das Maul ist sehr groß und reicht weit hinter die Augen. Eine Supramaxillare fehlt. Die Kieferzähne sind meist klein und stehen in einer Reihe. Es gibt sowohl festsitzende als auch umklappbare Zähne. Im Unterkiefer befindet sich ein vergrößerter Fangzahn. Auf dem Gaumenbein befinden sich zwei Fangzähne und kleinere Zähne, die in einer Reihe stehen. Vomer und Zunge sind zahnlos. Die Kiemenrechen sind zu zahnartigen Gebilden reduziert.
Die Flossen sind stachellos, die segelartige, hohe Rückenflosse beginnt unmittelbar hinter dem Kopf und reicht bis über die kleine Afterflosse, die im hinteren Körperdrittel liegt. Die bauchständigen Brustflossen sind lang, die Bauchflossen liegen knapp vor der Körpermitte. Eine kleine Fettflosse befindet sich oberhalb des hinteren Afterflossenabschnitts. Die Schwanzflosse ist gegabelt. Auf jeder Seite der hinteren Körperhälfte liegt ein Kiel der von der Körpermitte bis zum Ende des Schwanzstiels reicht.
- Flossenformel: Dorsale 29–49; Anale 11–19; Caudale 19; Pectorale 12–16; Ventrale 7–10.

Die Fische sind schuppenlos. Die Seitenlinie besteht nur aus einer Reihe kleiner Poren. Leuchtorgane fehlen. Die Anzahl der Wirbel liegt bei 47 bis 51. Lanzenfische sind irisierend bläulich-schwärzlich gefärbt, die Bauchseite ist silbrig grau, die Rückenflosse metallisch bläulich-schwarz.

## Lebensweise
Lanzenfische leben epi- und mesopelagisch, nach Ansicht einiger Wissenschaftler auch bathypelagisch. Sie ernähren sich carnivor von Fischen, Kopffüßern, Salpen und Krebstieren. Lanzenfische sind synchrone Hermaphroditen, d. h. Männchen und Weibchen zugleich.

## Arten
Es gibt zwei Arten.
- Alepisaurus ferox
- Alepisaurus brevirostris